# Pietra di Eric

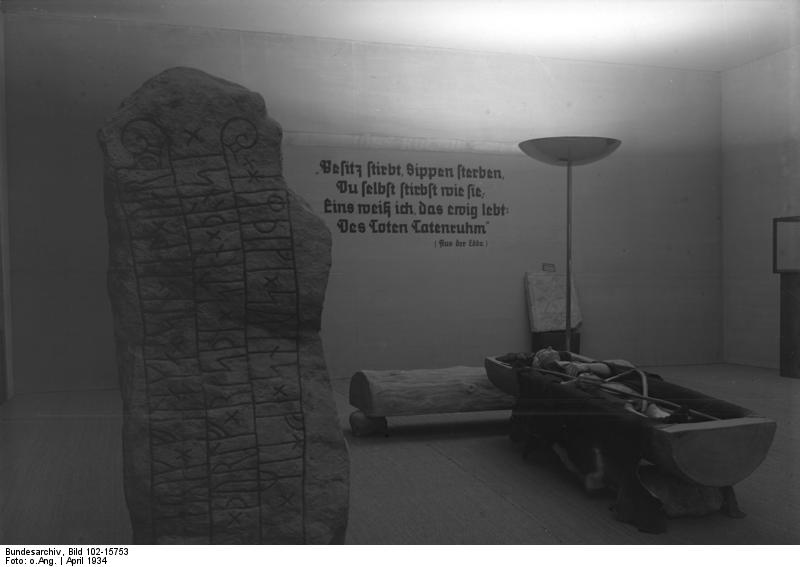
Pietra di Eric

La pietra di Eric, chiamata DR 1 nel catalogo Rundata, è una pietra runica memoriale rinvenuta in Germania settentrionale. Questa zona, durante l'epoca vichinga, faceva parte della Danimarca.

## Descrizione
La pietra di Eric è una delle Pietre runiche di Hedeby. Fu rinvenuta nel 1796 a Danevirke e spostata in un parco dello Schleswig. Come la pietra runica di Skarthi, la DR 3, si crede che sia stata eretta attorno al 995. La sua iscrizione descrive un attacco portato dal re svedese Eric il Vittorioso ad Hedeby, approfittando del fatto che Sweyn I Barbaforcuta era occupato a combattere in Inghilterra.
L'iscrizione parla del hemþægi o heimþegi (pl. heimþegar) di re Sweyn, ovvero di "ricevitore di casa" (nel senso di uno a cui viene data una casa da un altro). Un totale di sei pietre in Danimarca fanno riferimento ad una persona con questo titolo, le altre sono la DR 3 di Haddeby, l'ormai perduta DR 154 di Torup, la DR 155 di Sjørind e la DR 296 e la DR 297 di Hällestad. L'uso del termine nelle iscrizioni suggerisce una forte somiglianza tra heimþegar ed il termine di lingua norrena húskarl (letteralmente, "uomo di casa"), o Huscarl. Come gli huscarl, gli heimþegar sono al servizio di un re o lord, da cui ricevono regali (qui, case) per il loro servizio. Alcuni, come Johannes Brøndsted, hanno interpretato il termine heimþegi come una variante danese di húskarl.
Il testo runico descrive Eric come styrimann, un titolo spesso tradotto come "capitano" e che descrive una persona responsabile della navigazione e a guardia della nave. Il termine viene anche usato nelle iscrizioni Sö 161 di Råby, U 1011 di Örby, U 1016 di Fjuckby, e U Fv1976;104 della cattedrale di Uppsala. Thorulf descrive le relazioni tra lui ed Eric usando il termine félag, ovvero un contratto finanziario tra soci. Molte altre pietre citano il morto usando il termine félag, tra cui la Sö 292 di Bröta, la Vg 112 di Ås, la Vg 122 di Abrahamstorp, l'ormai perduta Vg 146 di Slöta, la Vg 182 di Skattegården, la U 391 di Villa Karlsro, la perduta U 954 di Söderby, la DR 66 e la DR 68 di Århus, la DR 125 di Dalbyover, la DR 127 di Hobro, la DR 262 di Fosie, la DR 270 di Skivarp, la DR 279 di Sjörup, la DR 316 di Norra Nöbbelöv, la DR 318 di Håstad, la DR 321 di Västra Karaby, la DR 329 e la DR 330 di Gårdstånga, la DR 339 di Stora Köpinge e la X UaFv1914;47 di Berezanj, in Ucraina.
Eric viene descritto alla fine del testo come drængR harþa goþan, ovvero "un uomo valoroso molto buono". In Danimarca drengr era un termine associato principalmente ai membri di un gruppo guerriero. È stato ipotizzato che drengr assieme a thegn fu inizialmente usato come titolo per gli uomini danesi e svedesi che servivano i re danesi, ma, dal suo contenuto nelle iscrizioni, con lo scorrere del tempo divenne più generico ed usato da gruppi quali mercanti e dalla ciurma di una nave. Altre pietre che descrivono il morto definendolo harþa goþan dræng sono la DR 68 di Århus, la DR 77 di Hjermind, la DR 127 di Hobro, la DR 268 di Östra Vemmenhög, la DR 276 di Örsjö, la DR 288 e la DR 289 di Bjäresjö, la Sm 48 di Torp, la Vg 61 di Härlingstorp, la Vg 90 di Torestorp, la Vg 112 di Ås, la Vg 114 di Börjesgården, la perduta Vg 126 di Larvs, la Vg 130 di Skånum, la Vg 153 e la Vg 154 di Fölene, la Vg 157 di Storegården, la Vg 162 di Bengtsgården, la Vg 179 di Lillegården, la Vg 181 di Frugården, la Vg 184 di Smula (usato in forma plurale), la perduta Ög 60 di Järmstastenen, la Ög 104 di Gillberga, e forse la U 610 di Granhammar.
Questa pietra è nota anche localmente come Eriksten.

## Traslitterazione in latino
A × þurlfr| × |risþi × stin × þonsi × ¶ × himþigi × suins × eftiR × ¶ erik × filaga × sin × ias × uarþ
B : tauþr × þo × trekiaR ¶ satu × um × haiþa×bu ¶ × i=a=n : h=a=n : u=a=s : s=t=u=r=i:m=a=t=r : t=r=e=g=R × ¶ × harþa : kuþr ×

## Trascrizione in norreno
A: ÞorulfR resþi sten þænsi, hemþægi Swens, æftiR Erik, felaga sin, æs warþ
B: døþr, þa drængiaR satu um Heþaby; æn han was styrimannr, drængR harþa goþr

## Traduzione in italiano
A: Thorulf eresse questa pietra, compagno di Sweyn, in memoria di Eric, suo socio, che morì
B: quando da uomo valoroso assediò Hedeby; e fu capitano, un uomo valoroso molto buono